# Еколого-економічна оцінка території
Еко́лого-економі́чна оці́нка терито́рії (соціо-еколого-економічна оцінка території) — оцінки природних ресурсів території складає просторова диференціація природних територіальних комплексів земної поверхні і територіальні поєднання окремих компонентів природних умов і ресурсів.
Разом з тим, для економічної оцінки ще необхідно спочатку виявити і систематизувати конкретні кількісні та якісні форми впливу територіальних відмінностей у характері, властивості і взаємних поєднаннях природних ресурсів на розміщення виробництва і населення.
Об'єктивну основу еколого-економічної оцінки природних ресурсів території складає просторова диференціація природних територіальних комплексів земної поверхні і територіальні поєднання окремих компонентів природних умов і ресурсів. Разом з тим для економічної оцінки ще необхідно спочатку виявити і систематизувати конкретні кількісні та якісні форми впливу територіальних відмінностей у характері, властивості і взаємних поєднаннях природних ресурсів на розміщення виробництва і населення.
Теорія і практика в економіці природокористування вказували на те, що економічна оцінка природних ресурсів необхідна для економічного обґрунтування вкладень у відновлення, охорону і поліпшення використання природних багатств і вибору найбільш ефективних способів їх утилізації. Економічна (грошова) оцінка природних ресурсів стала важливим інструментом вимірювання витрат на природоохоронні, зберігаючі та відновлювальні заходи, визначення їх економічної ефективності, формування різних нормативів ресурсокористування і створення системи платежів за користування природними ресурсами та забруднення навколишнього середовища.
1. Під економічною оцінкою розуміється грошова, а не яка-небудь інша (бальна і т. ін.) оцінка природних ресурсів. Справа в тому, що за допомогою, наприклад, бальних оцінок можна порівнювати один з одним лише однойменні ресурси різної якості (наприклад, різні за родючістю сільськогосподарські угіддя). У планово — проектних ж розрахунках необхідно вимір витрат різнойменних природних ресурсів (наприклад, орних і лісових земель) або ще частіше — витрат природних ресурсів та капіталовкладень (що вигідніше — збільшити капіталовкладення і скоротити втрати запасів корисних копалин або, навпаки, заощадити капіталовкладення ціною збільшення втрат запасів), для чого необхідна саме грошова оцінка природних багатств.
2. Економічна оцінка природних ресурсів (багатств) повинна враховувати довгострокові народногосподарські (а не короткострокові або відомчі) результати використання природних ресурсів. Для виконання цієї вимоги необхідно, по-перше, оцінювати всі природні ресурси на єдиній методологічній основі, по-друге, визначати потенційний (а не фактично досягнутий) ефект їх використання і, по-третє, з найбільшою повнотою враховувати фактор часу при проведенні ресурсооціночних робіт.
3. У системі економічних оцінок природних ресурсів виділяються кадастрова і планово-перспективна оцінки. При цьому об'єктом кадастрової оцінки служать всі експлуатовані або підготовлені до експлуатації (господарсько освоєні) природні ресурси: детально розвідані запаси корисних копалин, освоєння лісу, сільськогосподарські угіддя в користуванні сільськогосподарських підприємств і господарств тощо. Кадастрова оцінка ведеться у складі відповідних загальнодержавних кадастрів природних ресурсів і має суцільний характер, тобто її об'єктом є всі господарсько освоєні природні ресурси. При цьому в підсистемі кадастрових оцінок виділяються основні оціночні показники — експлуатаційна цінність природного ресурсу і різні приватні оціночні показники, які встановлюються залежно від конкретних потреб у нормативних даних за окремими видами ресурсів та економічних районах (територіях).

Планово-перспективна оцінка природних ресурсів проводиться для недостатньо освоєних (вивчених) природних ресурсів (запаси корисних копалин на попередніх стадіях їх вивчення, неосвоєні резервні ліси), а також при перспективних розрахунках, пов'язаних з кардинальною зміною сформованого характеру використання природних ресурсів у довгостроковій перспективі (поява принципово нових технологій розробки та утилізації мінеральних ресурсів, зміна характеру спеціалізації і значне підвищення рівня інтенсивності сільськогосподарського виробництва, трансформація земельних угідь, регулювання і територіальний перерозподіл річкового стоку і т. д.).
Показниками планово-перспективної оцінки природних ресурсів служать експлуатаційна та захисна цінність з урахуванням фактору часу.

## Соціо-еколого-економічна система
Соціо-еколого-економічна система — це сукупність взаємопов'язаних економічних, екологічних і соціальних відносин, які регулюються інституційним середовищем і направлених на формування сталого економічного розвитку.
Стан соціо-еколого-економічної системи (СЕЕС), що склався під впливом таких передумов виникнення парадигми сталого розвитку, як забруднення навколишнього середовища, техногенне порушення цілісності ландшафтів, проблеми якості продуктів харчування і питної води, можна охарактеризувати як нестабільний.
Стійкість СЕЕС визначається стійкістю її екологічної підсистеми, яка є основоположною по відношенню до соціальної і економічної підсистем. Якщо одна підсистема в системі функціонує, не узгоджуючись з іншими, її стійкість порушується
З погляду системного підходу, дослідження економічного розвитку регіону доцільно проводити за чотирма блоками:
- економічний, який характеризується динамікою економічного зростання;
- екологічний, відображає стан навколишнього середовища;
- соціальний, який показує рівень і якість життя населення;
- інституційний, який характеризує тип і структуру економічної системи.

## Розвиток міської території на основі стратегічного аналізу
Стратегічне планування соціо-еколого-економічного розвитку міської території — це процес, що допомагає міському співтовариству здійснювати управління своїм майбутнім і не дозволяти подіям бути єдиним фактором визначення долі міста. Важливим базисним елементом стратегічного планування міста є стратегічний аналіз. Для  міст повинні комплексно аналізуватися і оцінюватися чинники внутрішнього потенціалу і зовнішнього середовища для визначення «поточного» стану і виявлення умов подальшого функціонування і розвитку міста.
Головна мета стратегічного аналізу початкових умов і чинників розвитку міста полягає в інформаційному наповненні процедури стратегічного планування соціо-еколого-економічного розвитку міста.
Аналіз припускає як збір і накопичення інформації, так і її цілеспрямовану оцінку, тобто оцінку і моніторинг соціо-еколого-економічного стану міської території. Базою для стратегічного аналізу є: традиційний статистичний аналіз, порівняльний аналіз, опитування експертів, соціологічні опитування. Ці методи використовуються на попередній стадії для накопичення і систематизації первинної інформації.
Стратегічний аналіз стає основою для наступного вибору невеликого числа пріоритетних напрямів і проектів, тому він дуже важливий. Суть стратегічного аналізу — аналіз конкурентоспроможності міста по окремих чинниках порівняно з аналогами, сусідами. Необхідними елементами аналізу є:
- аналіз зовнішнього середовища, в якому проходить розвиток міста, включаючи екологічні, економічні і соціальні тенденції регіонального, державного і світового рівня;
- аналіз економіко-географічного положення і території міста;
- аналіз міжбюджетних відносин і можливостей впливу на їх зміну;
- аналіз ресурсів, у тому числі організаційних;
- аналіз соціального потенціалу, психологічній готовності до змін;
- аналіз інтересів основних дійових осіб — галузевих угрупувань, окремих груп населення, кланів, еліт; треба розуміти, хто конкретно здатний підтримати стратегічний план, чиї інтереси можуть бути зачеплені реалізацією окремих напрямів і проектів плану.

Проведення стратегічного аналізу початкових умов і чинників розвитку міста вимагає чіткого розуміння, на якій стадії розвитку знаходиться місто як об'єкт планування. З цією метою формується інформаційна база для проведення планових розрахунків. Вона повинна забезпечити даними аналіз і оцінку минулих і нинішніх тенденцій у функціонуванні і розвитку міста.
Таким чином, на етапі стратегічного аналізу повинна формуватися необхідна і достатня інформаційна база, що дає можливість найбільш обґрунтовано і ефективно провести процес визначення цілей і вибору комплексу засобів і методів для реалізації цілей соціо-еколого-економічного плану розвитку міста.
Аналіз внутрішніх закономірностей розвитку міста — це аналіз, в процесі якого з'ясовуються причини виникнення даного міського поселення, досліджуються традиційні функції, що виконуються містом, визначаються характеристики містотворчого ядра і т. д. Результатом робіт у рамках цього напряму аналізу повинні стати виявлення і оцінка причинно-наслідкових зв'язків, що обумовлюють сучасні тенденції еколого-економічного розвитку міста.
Аналіз стартових умов розвитку міста, обумовлених чинниками місцевого характеру доцільно проводити в розрізі наступних основних аспектів:
- якість життя населення міста;
- наявний на території міста еколого-економічний потенціал, динаміка його величини і ефективності використання;
- зовнішні чинники, що впливають на перспективний розвиток міста.

Стартовий еколого-економічний потенціал міста (досягнутий до моменту проведення аналітичних досліджень) включає дві основні складові:
1. блок ресурсних потенціалів міста і
2. блок потенціалів, що забезпечують розвиток міста.

У складі стартового еколого-економічного потенціалу міста можна також виділяти ще один елемент — блок потенціалів готовності до еколого-економічних перетворень в місті, що об'єднує потенціали соціально -психологічній готовності, нормативно-правової готовності і науково-методичної готовності.
Процес аналізу стартового еколого-економічного потенціалу міста рекомендується закінчувати оцінкою ефективності його використання.